# Francesco Petrarca
Francesco Petrarca (n. 20 iulie 1304, Arezzo, Republica Florentină – d. 19 iulie 1374, Arquà Petrarca, Republica Veneția) a fost un prozator, poet și umanist italian din secolul al XIV-lea, unul din cei mai importanți poeți lirici ai literaturii italiene. În special forma perfectă a sonetelor sale s-a impus și în afara spațiului de limbă italiană, influențând lirica europeană ("Il Petrarchismo"). Pe lângă cunoașterea profundă a autorilor clasici și a limbii latine, operele sale scrise în "volgare" au jucat un rol precumpănitor în dezvoltarea limbii italiene vorbite într-o limbă literară. Prin convingerea sa asupra strânsei legături între cultura clasică și învățătura creștină, Petrarca a contribuit la dezvoltarea umanismului european, care reunește aceste două idealuri. Alături de Dante Alighieri, Petrarca este unul din principalii precursori ai Renașterii.

## Biografie
Francesco Petrarca s-a născut pe 20 iulie 1304 în Incisa in Val d'Arno, în apropiere de Arezzo, fiu al notarului Pietro di ser Parenzo (supranumit Petracco, guelf alb, prieten cu Dante, exilat din Florența din motive politice). După copilăria petrecută în Toscana, în 1311 familia se mută la Carpentras, în Franța, aproape de orașul Avignon, unde Petracco spera să obțină o slujbă la curtea papală, care aflată în acel timp în exilul de la Avignon. Deși avea inclinații literare, manifestate precoce în studiul autorilor clasici și în compuneri ocazionale, Francesco este trimis mai întâi la Montpellier, apoi la Bologna, pentru a studia dreptul civil. După moartea tatălui, Petrarca se întoarce la Avignon, unde întră în serviciul Bisericii.

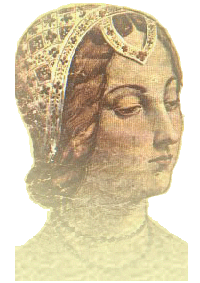
Laura

În ziua de 6 aprilie 1327 a întâlnit-o, în Biserica Sfânta Clara din Avignon, pentru prima dată pe Laura (probabil Laure de Noves), pentru care a dezvoltat o pasiune devenită legendară prin trăinicia și puritatea ei.
În jurul anului 1330, dedicat carierei ecleziastice, devine capelanul cardinalului Giovanni Colonna, ce aparținea unei ilustre și influente familii romane. Întreprinde numeroase călătorii prin Italia, Franța, Olanda și Germania. La Liège descoperă două Orații ale lui Cicero.
Paralel cu formația sa culturală, se angajează și în activitatea politică, inițiind campania pentru întoarcerea sediului pontifical de la Avignon la Roma. La Napoli, sub patronajul regelui Robert d'Anjou, organizează manifestări literare, în cursul cărora citește din poema eroică "Africa" abia terminată (1340), susține discuții asupra poeziei, artelor și autorilor clasici. În ziua de 8 aprilie 1341,
senatorul Orso dell'Anguillara îl încoronează ca "Magnus poeta et historicus". În 1343, în trecere prin Verona, descoperă primele 16 cărți ale Epistolelor lui Cicero adresate lui Atticus și Brutus Albinus. Aflat în Parma, în ziua de 19 mai 1348 îi parvine vestea morții Laurei, în timpul marii epidemii de ciumă care bântuia în vestul Europei. În Florența, se întâlnește în 1350 cu scriitorul Giovanni Boccaccio, cu care era mai de mult în corespondență. Ambii poeți au contribuit printr-o activitate perseverentă la redescoperirea antichității clasice, respingând preceptele scolasticii medievale. 

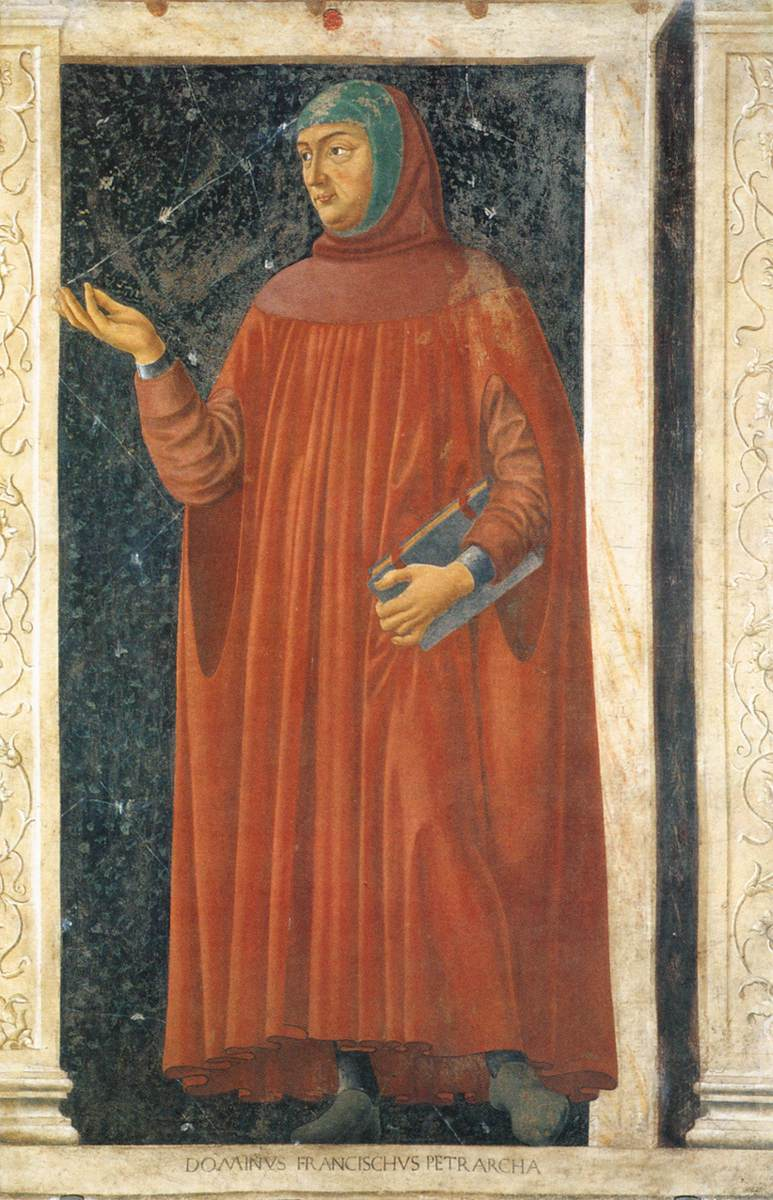
Francesco Petrarca - Frescă de Andrea di Bartolo di Bargilla, ca. 1450, Galleria degli Ufizzi, Florența

Între 1353 și 1356 Petrarca trăiește în Milano, ca oaspete al lui Giovanni Visconti, arhiepiscop și conducător al orașului. Refugiindu-se de focarele epidemiei de ciumă, îl găsim în anii 1361 până în 1374 în Padova, Veneția și Arquà Petrarca. Aici își sfârșește zilele pe 19 iulie 1374. A fost înmormântat în curtea casei parohiale din localitate, mai târziu osemintele sale au fost transferate într-un cavou de marmură alături de biserică. La 5 aprilie 2004 a fost comunicat rezultatul analizei craniului conservat în mormânt: craniul aparține unei femei, decedată în aceiași perioadă, deci nu poate fi al lui Petrarca.

## Opere

### Opere în limba latină
- Versuri

- - Africa (1338-1340), poemă eroică referitoare la al doilea război punic, avându-l ca erou pe Scipio Africanul.
  - Carmen bucolicum (1346-1357), cuprinde 12 egloghe inspirate din Virgiliu, pe teme de dragoste, politică și morală.
  - Epistolae metricae (1333-1361), cuprind 66 de scrisori în hexametri, relatând evenimente politice și literare, unele din viața autorului.

- Proză

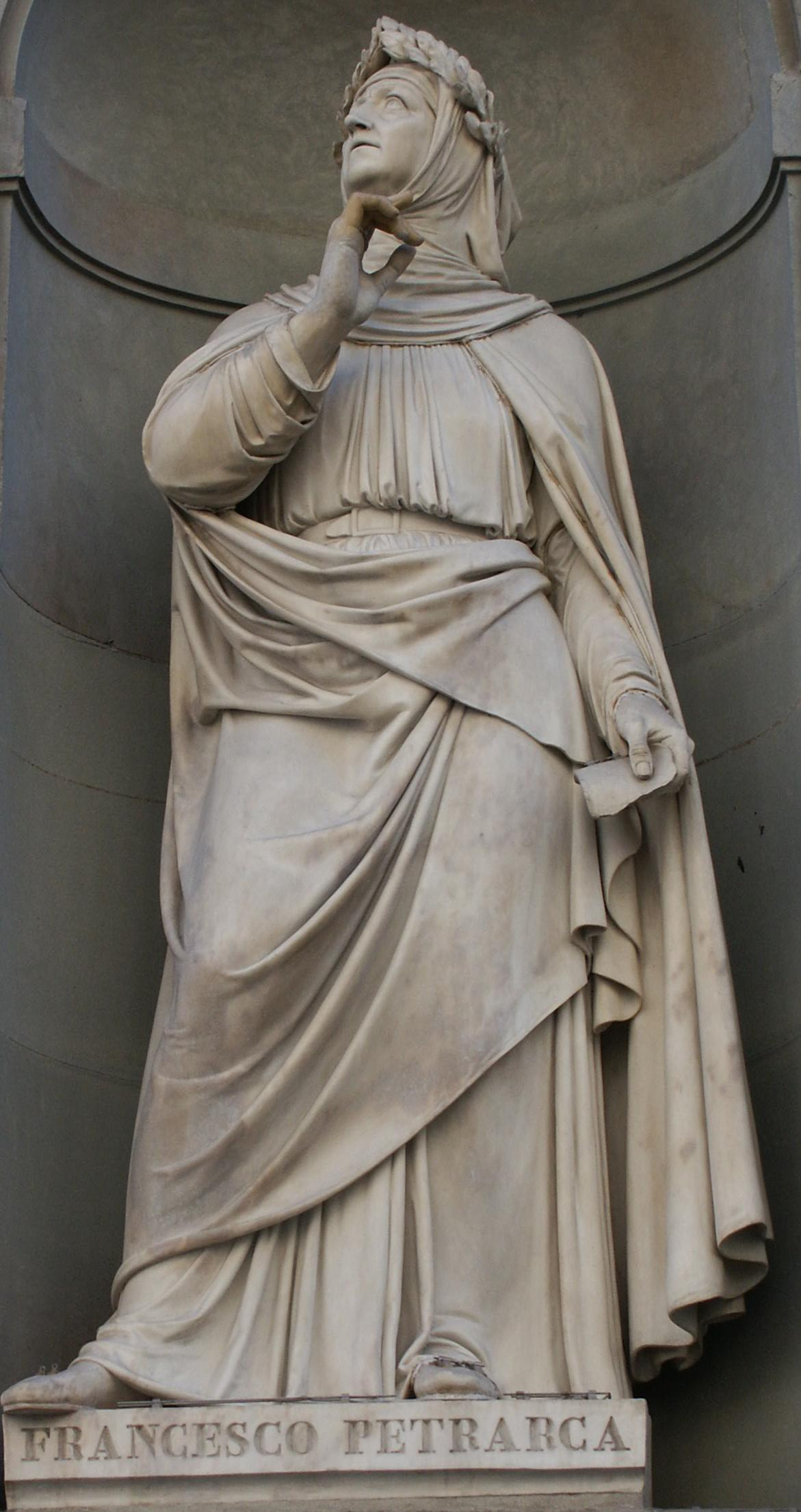
Statuia lui Petrarca în Galleria degli Uffizi, Florența

- - De viris illustribus (1337), biografii ale unor personalități romane.
  - Rerum memorandum (1350), culegere de povestiri bazate pe date din istorie cu scop moralizator.
  - Secretum meum sau De contemptu mundi (1342-1343) este un dialog imaginar între poet și Sfântul Augustin pe tema "Adevărului", în care Petrarca își mărturisește cele mai intime sentimente.
  - De vita solitaria (1346-1356) descrie avantagiile solitudinii.
  - De otio religiosorum (1346-1356) (otium = liniștea spirituală), conține principii asupra vieții monahale.
  - Invectivae in medicum quemquam (1355) consacrată criticii medicinii practicate în acea vreme. Apără poezia în contrast cu științele și mecanica.
  - Epistolae (printre care "Le Familiari", 1349-1366 și "Le Senili", 1361-1374 sunt adresate prietenului său Francesco Nelli Simonide). Sunt scrisori dedicate publicației, cu intenții literare sau morale.

### Opere în limba italiană
- - Rime in vita e morta di Madonna Laura (1336-1369), cu titlul original în latină Rerum vulgarium fragmenta, cea mai renumită creație a lui Petrarca, cunoscută mai ales sub titlul de Il Canzoniere (apărută în limba română cu titlul "Canțonierul").

Culegerea cuprinde în cea mai mare parte sonete, urmate de canzoni, sextine, balade și madrigale și au drept conținut cu precădere exprimarea pasiunii sale nemărginite pentru Laura. Cu această operă a lui Petrarca literatura devine element precumpănitor în viață ca primă lecție a umanismului.
În poezia sa, descrierea sentimentelor apare în opoziție cu peisajul, suferința, durerea, dorința de ispășire devin speranță, și chiar plânsul morții ființei iubite se transformă în transfigurarea Laurei, care coboară consolatoare din ceruri. Laura, femeie superioară căreia poetul îi aduce omagii, nu are nimic de supraomenesc, este un model de virtute și frumusețe, însă figura ei nu palpită de viață, trăsăturile sale umane, ochii frumoși, părul blond, surâsul dulce, se repetă imuabil și totuși ea constituie punctul ideal de sprijin în jurul căruia se desfășoară viața sentimentală a poetului. Culegerea se încheie cu un cântec adresat Fecioarei ("Alla Vergine"), căreia îi solicită protecție.
Traduceri admirabile în limba română ale unora din sonetele lui Petrarca se datoresc regretatei Eta Boeriu. Multe din sonetele lui Petrarca au fost transpuse în muzică de Claudio Monteverdi sub formă de madrigale.
- - I Trionfi (ca. 1352), cuprind șase poeme alegorice pe teme ca: triumful dragostei asupra oamenilor, al pudicității asupra dragostei, al morții asupra pudicității, al faimei asupra morții, al timpului asupra renumelui, al eternității asupra timpului. Petrarca încearcă să transforme erudiția în poezie, cu o iluzie tipică umanistică.